# GGPoker
GGPoker ist ein 2017 gegründeter Onlinepokerraum der NSUS Group mit Hauptsitz in Toronto, Kanada.
Für Nutzer aus der Europäischen Union wird der Dienst von NSUS Malta Ltd mit Sitz in Birkirkara, Malta angeboten.
Für Nutzer in Großbritannien und Kanada wird der Dienst von NSUS Ltd mit Sitz in Dublin, Irland angeboten.
Für alle anderen Nutzer wird der Dienst durch GG International Ltd mit Sitz in Douglas, Isle of Man angeboten.

## Geschichte
Die GG International Limited wurde im April 2017 gegründet. Aufwind erfuhr der Onlinepokerraum vor allem ab 2019, als mit Daniel Negreanu einer der populärsten und besten Pokerspieler als Markenbotschafter verpflichtet wurde. 2020 folgten mit Bertrand „ElkY“ Grospellier, Fedor Holz und Dan Bilzerian namhafte Testimonials, die die Spielerzahl auf der Seite weiter wachsen ließen. Aufgrund der COVID-19-Pandemie gab es 2020 die erste Austragung der World Series of Poker Online, bei der 54 Bracelets bei GGPoker ausgespielt wurden. Im Zuge dieser Turnierserie stellte der Pokerraum beim Main Event mit einem Preispool von über 27,5 Millionen US-Dollar einen neuen Weltrekord für das größte Online-Pokerturnier auf, der beim selben Turnier im Oktober 2023 auf mehr als 28,5 Millionen US-Dollar ausgebaut wurde.

## Umfang
Auf dem Onlinepokerraum kann man Cash Game und Turniere in verschiedenen Varianten spielen, wobei der Buy-in von Centbeträgen bis zu fünfstelligen Beträgen reicht. Darüber hinaus gibt es die Formate „Spin & Gold“, bei dem 3 oder 6 Spieler in einem Sit and Go um einen zufälligen Preispool spielen, „All-In or Fold“, bei dem alle Spieler in jeder Hand entweder alle ihre Chips setzen oder passen müssen, sowie „Flip & Go“, bei dem in der ersten Hand alle Turnierspieler All-in sind und anschließend sofort die Preisgeldränge erreicht werden. Seit Juni 2021 gibt es mit dem Battle Royale eine Sit-and-Go-Variante, bei dem 30 Spieler in einem Bounty-Format gegeneinander antreten.
Zu den großen Turnierserien bei GGPoker zählen die World Series of Poker Online, die Super Circuit Online Series sowie das GG Spring Festival, bei denen Preisgelder in dreistelliger Millionenhöhe garantiert werden. Zudem gibt es wöchentlich das Super Million$, ein Event in No Limit Hold’em mit 10.300 US-Dollar Buy-in.